# Elise von Hohenhausen (1789–1857)
Elisabeth Philippine Amalie Baroness von Hohenhausen (Waldau, 4 de noviembre de 1789 - Fráncfort del Óder, 2 de diciembre de 1857), seudónimo de Hortensia, fue una poeta, narradora, publicista, traductora y salonnière alemana.

## Vida

### Primeros años
Elise von Hohenhausen fue la hija del general Adam Ludwig von Ochs del Electorado de Hesse (1759-1823). Creció en Waldau, a lado de Kassel, donde su abuelo era pastor. Desde pequeña se interesó por los idiomas, especialmente el inglés, el cual dominaba.
En octubre de 1809 se casó con Leopold Freiherrn von Hohenhausen, quien inicialmente trabajó como funcionario en Minden, la capital del entonces Reino de Westfalia y, en mayo de ese mismo año, fue nombrado el subprefecto del distrito de Eschwege.
Leopold von Hohenhausen llevó a su esposa entre las influencias literarias. Publicó sus primeros poemas en Cottas Morgenblatt für gebildete Stände, Eschweger Sonntagsblatt y en  Zeitschrift für die elegante Welt. Elise von Hohenhausen dio a luz a dos hijas en Eschwege: Sophie Johanna Josephine (1810-1841) y Elise Friedrike Felicitas (1812-1899), más tarde conocida como Elise Rüdiger o F. (de "Elise Freiin") von Hohenhausen, quien también fue escritora.
Una vez terminado el gobierno de Napoleón, Leopold von Hohenhausen, se vio afectado debido a su proximidad a Jerónimo Bonaparte, y como consequencia tuvo que dejar su servicio aunque en 1815 pudo ocupar un puesto como consejero de gobierno en los servicios prusianos en Minden, donde nació su hijo Karl (1816–1834). El matrimonio cofundó Mindener Sonntagsblatt y, gracias a ellos, se pudo convertir en un periódico importante del Vormärz en el que, entre otros autores, participaron Heine, Grabbe, Hoffmann von Fallersleben y Freiligrath.
En el 1817, en Münster, se publicó el primer volumen de poemas líricos de Elise von Hohenhausen llamado Frühlingsblumen (flores de primavera).

### Sociabilidad en el salón de Berlín
En el verano de 1820 la familia se trasladó a Berlín, donde Leopold trató de conseguir una mejor posición a través de la mediación con el canciller prusiano del estado: Karl August von Hardenberg. Elise von Hohenhausen celebraba cada martes fiestas de té en su apartamento. Entre sus invitados se encontraban Helmina von Chézy, Fanny Mendelssohn, su esposo Wilhelm Hensel, Rahel y Karl August Varnhagen von Ense, Friederike y Ludwig Robert, Adelbert von Chamisso, Fürst Pückler y Heinrich Heine, cuyo talento fue reconocido por Elise desde el principio y le apodó como el " Byron alemán". En estas fiestas fue donde Heine leyó por primera vez el poema Allnächtlich im Traume, dedicado a Friederike Robert. En el apartamento de su amiga mutua Chézy, Wilhelm Hensel hizo un retrato de Elise para su cuaderno de bocetos.
Por culpa de la muerte temprana del canciller del estado, los planes de carrera profesional de su esposo fracasaron. Aunque Elise intentó, a través del general Gneisenau, conseguirle un puesto  en Berlín, la familia no pudo seguir en la capital prusiana y regresó a Minden en 1824.
En 1834, su hijo Karl, que estudió en la Universidad de Bonn, se suicidó de un disparo. Elise le dedicó en 1837 el libro "Carl von Hohenhausen, Untergang eines Jünglings von 18 Jahren"  (Carl von Hohenhausen: La caída de un joven de 18 años), el cual fue duramente criticado por el periódico de la Iglesia Evangélica. En 1841 su hija Sophie también murió de manera prematura.

### Traducción
Elise von Hohenhausen se hizo conocida entre un amplio público lector no a través de sus propios poemas, sino más bien a través de traducciones de las obras de Lord Byron, Walter Scott, Edward Young, Tennyson y Longfellow . Escribió la primera traducción al alemán del poema más famoso de Edgar Allan Poe, Der Rabe, escrito en 1853.
Su entusiasmo inspiró a la joven Heine, a quien Elise había conocido en mayo de 1818 en Hamburgo, y sus tragedias Almansor y Ratcliff se inspiraron en la obra de Byron.

### Obras tardías y viajes
Después de que su esposo se jubilara, la pareja se mudó a Kassel . Una vez más, su apartamento en Wilhelmshöher Allee se convirtió en el centro de encuentros de intelectuales en los que frecuentaban Herman Grimm, Julius Rodenberg y Friedrich Oetker, entre otros. Tras la muerte de su marido, quien falleció el 31 de diciembre de 1848 después de sufrir un derrame cerebral el día 22 de ese mismo mes, Elise von Hohenhausen recibió una pequeña pensión.
Elise, que estaba de luto, fue duramente atacada por el partido pietista por haber publicado sus diarios. Ernst Wilhelm Hengstenberg la acusó en el Evangelische Kirchen-Zeitung (periódico de la Iglesia Evangelista) de haber llevado a su hijo al suicidio a través de los "entretenimientos literarios nocturnos" con poemas de Heine y Byron y visitas al teatro y, a causa de esto, Elise dejó de lado la religión. De todas maneras, ella, mostró tendencias pietistas, publicó panfletos de consolación y se dedicó a la crianza de jóvenes cristianas.
La viuda hizo varios viajes por Alemania con su hija Elise Friederike, que se había casado con Karl Ferdinand Rüdiger (1800–1862) y que vivía en Fráncfort del Óder. En Bonn conocieron a Karl Simrock, en Bad Kissingen al príncipe Pückler y en Berlín a Karl August Varnhagen. En mayo de 1852 visitaron a Heinrich Heine, que estaba gravemente enfermo, en París. Una de las amigas más cercanas de la hija de Elise fue la poeta Annette von Droste-Hülshoff, a través de cuya correspondencia se han conservado valiosos detalles sobre la vida de Elise (ver sección "Testimonios").
Desde 1854, Elise von Hohenhausen vivió con su hija y su marido en Fráncfort del Óder hasta que murió en diciembre de 1857.

## Familia
Se casó el 1 de enero de octubre de 1809[¿cuándo?] con Leopold von Hohenhausen (16 de mayo de 1779; † 22 de diciembre de 1848). La pareja tuvo tres hijos:
- Sophie Johanna Josephine Elise Leopoldine Sylvia Wilhelmine Henriette (11 de julio de 1811; † 27 de junio de 1841) ⚭ Rudolf Friedrich Wilhelm von Düring llamado Oetken (18 de marzo de 1811; † 13 de enero de 1890),[6] padres de Helene von Düring-Oetken (1841-1931), escritora
- Elise Friederike Felicitas (1812-1899), escritora ⚭ 1831 Barón Karl von Rüdiger († 1872), consejero prusiano
- Karl (1816-1834)

## Honores
- El Rey Federico VI. de Dinamarca otorgó a Elise von Hohenhausen la Gran Medalla del Premio de Oro (1816) por flores de primavera.

## Obra

### Obras literarias
- Frühlingsblumen. Gedichte, Münster 1816
- Minden und seine Umgebungen, das Weserthal und Westphalens Pforte. Minden 1819
- Natur, Kunst und Leben. Erinnerungen, gesammelt auf einer Reise von der Weser zum Rhein und auf einem Ausfluge an die Gestade der Nord- und Ostsee. Hammerich, Altona 1820
- (Colaboración) Frühlingsgaben. Erzählungen. Herausgegeben von Friedrich Raßmann, Basse, Quedlinburg 1824
- Poggezana. Romantisch-historische Erzählung. Danzig 1825
- Novellen. 3 Bde., Verlags-Comptoir, Braunschweig 1828
- Carl von Hohenhausen, Untergang eines Jünglings von 18 Jahren. Zur Beherzigung für Eltern, Erzieher, Religionslehrer und Ärzte, mit einer Biographie. Vieweg, Braunschweig 1836
- Berlin vor mehr als zwanzig Jahren. En: August Lewald (Hrsg.): Das neue Europa. Chronik der gebildeten Welt, Bd. 1 (1846), S. 225–230; 251–253.
- Johann und Cornelius de Witt oder das ewige Edikt. Historisches Trauerspiel in fünf Aufzügen aus der Zeit Ludwig XIV. Hotop, Kassel 1847
- Rousseau, Goethe und Byron. Ein kritisch-literarischer Umriss aus ethisch-christlichem Standpunkt. Hotop, Kassel 1847
- Die Marquesasinsel. Eine Weihnachtsgabe. Heyse, Bremen 1853
- Die Jungfrau und ihre Zukunft in unserer Zeit, oder mütterlicher Rath einer Pensionsvorsteherin an ihre scheidenden Zöglinge über ihren Eintritt in die Welt, Zeitanwendung, Tageseintheilung, Lebensklugheit, Anstand [...] nebst einer hierauf bezüglichen Beispielsammlung, enthaltend: Mädchenschicksale, nach dem Leben gezeichnet. Voigt, Weimar 1854
- Lies mich in Deinen Leiden und ich werde Dich trösten. Ein Lebens- und Beruhigungsbuch in schweren Tagen. Voigt, Weimar 1855
- Das Geheimnis des Glücks oder der Schlüssel zum Heil. In Erzählungen und Noveletten, welche die Fehler der Jugend bekämpfen, nach einem Original der Gräfin Drohojkowska selbständig erarbeitet. Voigt, Weimar 1855
- Der Engel des Morgens. Der Stern des Abends. Die Dämonen der Nacht. Drei Historische Erzählungen, frei nach dem Französischen des Alfred von Driou. Voigt, Weimar 1857

### Traducciones
- de Lord Byron:
  - Der Corsar, eine Sage in teutsche Dichtung übertragen. Hammerich, Altona 1820
  - (con Friedrich Gottlob August Schumann:) Cain, ein Mysterium, Dantes Prophezeiung. Schumann, Zwickau 1825
  - Poesien. Schumann, Zwickau 1827
- de Walter Scott:
  - Ivanhoe. Ein Roman. 2 Bde., Schumann, Zwickau 1822
  - Kenilworth. Ein Roman. 4 Bde., Schumann, Zwickau 1823
  - St. Ronan's Brunnen. Ein Roman. 4 Bde., Schumann, Zwickau 1825
  - (con Willibald Alexis und Wilhelm von Lüdemann:) Historische und romantische Balladen der schottischen Gränzlande. Schumann, Zwickau 182
- (Colaboración) Briefe an eine deutsche Edelfrau, über die neuesten englischen Dichter. Mit übersetzten Auszügen vorzüglicher Stellen aus ihren Gedichten und mit den Bildnissen der berühmtesten jetzt lebenden Dichter Englands. Hrsg. v. Friedrich Johann Jacobsen. Hammerich, Altona 1820
- Henry W. Longfellow: Die goldene Legende. Friedrich, Leipzig 1856
- Edward Young: Nachtgedanken. Hotop, Kassel 1844

### Testimonios
- F. von Hohenhausen: Frankreich. Der kranke Dichter in Paris. In: Magazin für die Literatur des Auslandes Nr. 34, 19. März 1853, S. 134 ff. (Web-Ressource); vgl. Heinrich Hubert Houben (Hrsg.): Gespräche mit Heine. Erstausgabe Rütten und Loening, Frankfurt am Main 1926; 2. Aufl., Potsdam 1948 (eingeschränkte Vorschau in der google-Buchsuche).
- „Mein lieb lieb Lies!“ Die Briefe der Annette von Droste-Hülshoff an Elise Rüdiger. Nach den Handschriften hrsg. und mit einem Nachwort v. Ursula Naumann, Frankfurt a. M. [u. a.] : Ullstein 1992 (Die Frau in der Literatur 30269), ISBN 3-548-30269-6

### Selección
- Lesebuch Elise von Hohenhausen. Zusammengestellt und mit einem Nachwort von Klaus Gruhn. Bielefeld: Aisthesis 2019 (Nylands Kleine Westfälische Bibliothek 84). ISBN 978-3-8498-1291-1

## Literatura
- Ernst Kelchner: Hohenhausen, Elise Freifrau von. In: Allgemeine Deutsche Biographie (ADB). Band 12, Duncker & Humblot, Leipzig 1880, S. 673 f.
- Eckhard Schulz: Hohenhausen, Elise Freifrau von. In: Neue Deutsche Biographie (NDB). Band 9, Duncker & Humblot, Berlin 1972, ISBN 3-428-00190-7, S. 482 f. (Digitalisat).
- Hohenhausen, Elise von, in: Damen-Conversations-Lexikon, Band 5, o. O. 1835, S. 303–305.
- Hohenhausen, Elise Felicitas, Freiin von. In: Sophie Pataky (Hrsg.): Lexikon deutscher Frauen der Feder. Band 1. Verlag Carl Pataky, Berlin 1898, S. 370 f. (Digitalisat).
- Fritz Hackenberg: Elise von Hohenhausen, eine westfälische Dichterin und Übersetzerin. In: Westfälische Zeitung 73 (1915), S. 115–172.
- Petra (Dollinger-)Wilhelmy: Der Berliner Salon im 19. Jahrhundert. Walter de Gruyter, Berlin u. a. 1989, S. 274–81, 345–48, 531–533, 820–29, ISBN 3-11-011891-2.
- Claudia Belemann: „...eine lebendige Regsamkeit und große Geistesfrische ... trotz herber Geschicke.“ Leben und Werk der Autorin, Übersetzerin und Literaturvermittlerin Elise von Hohenhausen, geb. von Ochs. In: Literatur in Westfalen. Beiträge zur Forschung Bd. 2 (1994), S. 101–133, ISBN 3-506-75202-2.
- Irina Hundt: Heinrich Heine war ständiger Gast. Im Salon von Elise von Hohenhausen wurde Byron verehrt. In: Berlinische Monatsschrift 1996, H. 2, S. 82–85.
- Werner Simon, York-Egbert König: Elise von Hohenhausen (1789–1857) zum 150. Todestag. In: Eschweger Geschichtsblätter 18 (2007), S. 77–80.
- Fritz W. Franzmeyer: Beziehung mit Vorbehalt? – Zum wechselseitigen Verhältnis Heinrich Heines, Elise von Hohenhausens und der Stadt Minden. In: Literatur in Westfalen. Beiträge zur Forschung Bd. 10 (2009), S. 37–93, ISBN 978-3-89528-782-4.